# Turkey Day 200 1963
Turkey Day 200 1963 var ett stockcarlopp ingående i Nascar Grand National Series (nuvarande Nascar Cup Series) som kördes 22 november 1962 på den 0,25 mile (402 m) långa ovalbanan Tar Heel Speedway i Randleman i North Carolina. Totalt avverkades 50 miles (80,467 km) fördelat på 200 varv. Banunderlaget var asfalt. Loppet vanns av Jim Paschal i en Plymouth på tiden 1:03.06 körande för Petty Enterprises. Paschals snitthastighet uppgick till 47,544 mph. Han var vid målgång ensam förare på ledarvarvet, två varv före tvåan Joe Weatherly. Prispotten uppgick till 4 555 dollar, varav 575 dollar gick till segraren.

## Resultat
| Plc     | Nr | Förare         | Team/ bilägare        | Konstruktör | Start | Varv | Ledda varv |
| ------- | -- | -------------- | --------------------- | ----------- | ----- | ---- | ---------- |
| 1       | 41 | Jim Paschal    | Petty Enterprises     | Plymouth    | 2     | 200  | 27         |
| 2       | 8  | Joe Weatherly  | Bud Moore Engineering | Pontiac     | 7     | 198  | 0          |
| 3       | 44 | Tommy Irwin    | Stewart McKinney      | Ford        | 8     | 197  | 0          |
| 4       | 6  | David Pearson  | Owens Racing          | Dodge       | 15    | 197  | 0          |
| 5       | 42 | Maurice Petty  | Petty Enterprises     | Plymouth    | 6     | 196  | 0          |
| 6       | 62 | Curtis Crider  | Curtis Crider         | Mercury     | 10    | 196  | 0          |
| 7       | 61 | Sherman Utsman | Sherman Utsman        | Ford        | 14    | 193  | 0          |
| 8       | 49 | Jimmy Pardue   | J.C. Parker           | Pontiac     | 3     | 193  | 0          |
| 9       | 1  | George Green   | Jess Potter           | Chevrolet   | 9     | 192  | 0          |
| 10      | 34 | Wendell Scott  | Scott Racing          | Chevrolet   | 16    | 191  | 0          |
| 11      | 43 | Richard Petty  | Petty Enterprises     | Plymouth    | 5     | 188  | 0          |
| 12      | 33 | Jack Deniston  | C.L. Kilpatrick       | Chevrolet   | 18    | 187  | 0          |
| 13      | 60 | Ray Hughes     | Ray Herlocker         | Plymouth    | 21    | 183  | 0          |
| 14      | 2  | Bill Foster    | Cliff Stewart Racing  | Pontiac     | 17    | 180  | 0          |
| 15      | 21 | Glen Wood      | Wood Brothers Racing  | Ford        | 1     | 173  | 173        |
| 16      | 5  | Jim Bray       | Bray Racing           | Ford        | 24    | 171  | 0          |
| 17      | 31 | Sammy Fogle    | James Kelly           | Mercury     | 22    | 162  | 0          |
| 18      | 48 | G.C. Spencer   | GC Spencer Racing     | Chevrolet   | 12    | 156  | 0          |
| 19      | 58 | Lyle Stelter   | Lyle Stelter          | Chevrolet   | 19    | 122  | 0          |
| 20      | 17 | Fred Harb      | Fred Harb             | Ford        | 11    | 117  | 0          |
| 21      | 19 | Herman Beam    | Herman Beam           | Ford        | 20    | 111  | 0          |
| 22      | 32 | John Hoffman   | Dave Kent             | Ford        | 23    | 51   | 0          |
| 23      | 36 | Larry Thomas   | Wade Younts           | Dodge       | 13    | 27   | 0          |
| 24      | 11 | Ned Jarrett    | Burton-Robinson       | Ford        | 4     | 6    | 0          |
| Källor: |    |                |                       |             |       |      |            |